# Жак Лабіллард'єр
Жак Лабіллард'єр (фр. Jacques-Julien Houton de Labillardière) — французький біолог, відомий завдяки дослідженню флори Австралії. Лабіллард'єр був членом експедиції, що відправилася на пошуки дослідника Жана-Франсуа Лаперуза.

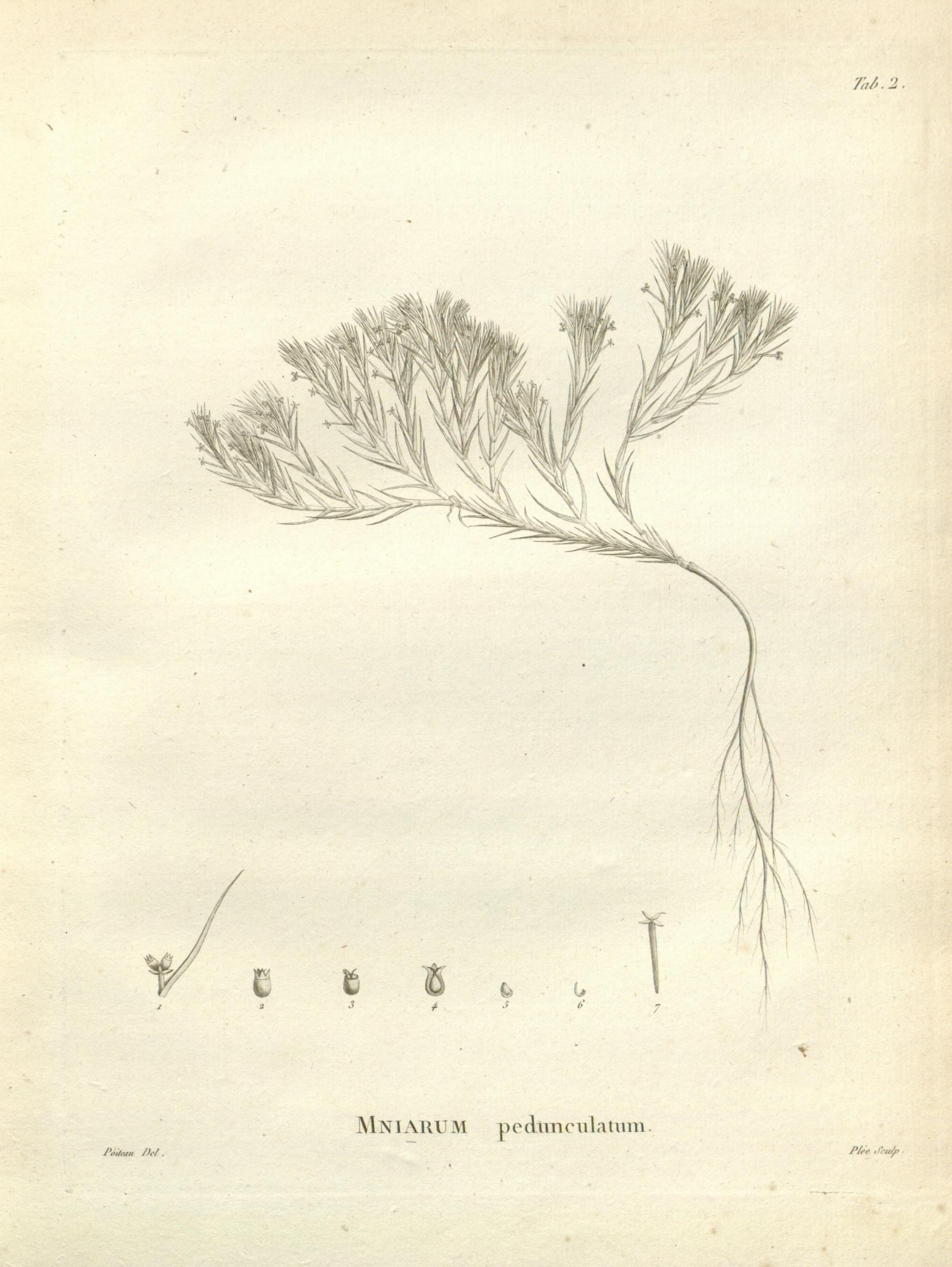
Сторінка дослідження Жака Лабіллард'єра «Novae Hollandiae Plantarum Specimen»

## Біографія
Народився 28 жовтрня 1755 року у Алансоні, Франція. Жак Лабіллард'єр був 9-тою дитиною з 14-ти у родині продавця мотузок. Навчався у королівському коледжі, потім в Університеті Монпельє, згодом у середньовічному Університеті Реймсу. Там він вичав медицину і закінчив навчання у 1779 році. Цього ж року Жак Лабіллард'єр переїхав до Парижу, де працював у ботанічному саду у 5-му окрузі Парижа, що має назву Сад рослин.
Перші експедиції здійснив у Британію та Альпи. У 1786 році під егідою міністра закордонних справ здійснив експедицію на Близький Схід (Латакія, Сирія, Палестина, Ліван). Також досліджував флору о. Крит, Корсики, Сардинії, Лампедузи. Внаслідок цих двох подорожей зібрав близько 100 видів.
1791 року відправився в Океанію разом з експедицією на пошуки зниклого Жана-Франсуа Лаперуз. Відвідав |Австралію, Тасманію, північний острів Нової Зеландії, Ост-Індію. Коли корабель прибув на Яву, колекцію Жака Лабіллард'єра вилучили британці як військовий трофей, оскільки у цей час у Європі почалися Французькі революційні війни. Побиваючись над втратою трьорічної праці Жак Лабіллард'єр намагався повернути її собі і зрештою його запит задовільнив Британський музей. Науковець повернувся 1796 року у Францію зі своєю колекцією. У 1799 році опублікував звіт про подорож у книзі «Relation du Voyage à la Recherche de la Pérouse». З 1804 по 1807 рік опублікував перший у світі опис рослин Австралії «Novae Hollandiae Plantarum Specimen». У 1816 році Жака Лабіллард'єра обрано членом Шведської королівської академії наук.

## Вшанування
На честь Жака Лабіллард'єра названі види рослин і тварин (Adenanthos labillardierei, Thylogale billardierii) та ендемічний австралійський рід (Billardiera), кілька географічних об'єктів (півострів Лабіллард'єра в Тасманії, залив Лабіллард'єра у Новій Гвінеї).